# Bandera de Manitoba
La Bandera de Manitoba es una variante de la insignia roja que envuelve al escudo de armas provincial. Fue aprobada por un decreto de la Asamblea Legislativa de Manitoba el 11 de mayo de 1965 con el visto de la reina Isabel II de Canadá en octubre de ese año.
Se proclamó oficial el 12 de mayo de 1966. La decisión de adoptar a la bandera se llevó a cabo luego de que el gobierno federal se inclinara por reemplazar a la insignia roja canadiense por su actual símbolo de representación. El pabellón de Ontario fue diseñado bajo condiciones similares.

## Galería

Estandarte del teniente gobernador de Manitoba
Modelo utilizado por el gobierno de Manitoba